# Abbaye Notre-Dame de Willencourt
L'abbaye Notre-Dame de Willencourt était une abbaye de moniales cisterciennes située à Willencourt (Pas-de-Calais), non loin d'Auxi-le-Château puis à Abbeville (Somme), chaussée Marcadé.

## Historique
Fondé dans un premier temps sur l'île de Sénard, à Willencourt, le monastère fut promu au rang d'abbaye en 1201 ou 1202. En 1220, l'abbaye fut transférée dans le village. L'église abbatiale est devenue, par la suite, l'église paroissiale.
En 1662, sans doute à cause des invasions espagnoles, l'abbaye fut transférée à Abbeville, chaussée Marcadé, tout en gardant le nom d'abbaye de Willencourt. 
En 1747, l'abbaye Notre-Dame et Saint-Mathieu d'Épagne à Épagne-Épagnette (Somme) fut réunie à l'abbaye Notre-Dame de Willencourt.
En 1765, l'abbesse était madame Feydeau, qui avait recueilli son neveu le Chevalier de La Barre. Lorsque l'affaire La Barre éclata, elle fit appel à Louis Lefèvre d'Ormesson, président à mortier au Parlement de Paris qui ne put empêcher la condamnation et l'exécution du chevalier.
L'explosion du moulin à poudre en 1773 détruisit l'abbaye, les bâtiments réguliers et l'hôtel abbatial furent rebâtis.

## Vestiges
Il subsiste de l'abbaye un ancien bâtiment conventuel et l'ancien hôtel de l'abbesse construits dans la seconde moitié du XVIIe siècle et au XVIIIe siècle. Ils font l'objet d'une inscription au titre des monuments historiques par arrêté du 24 décembre 1998.

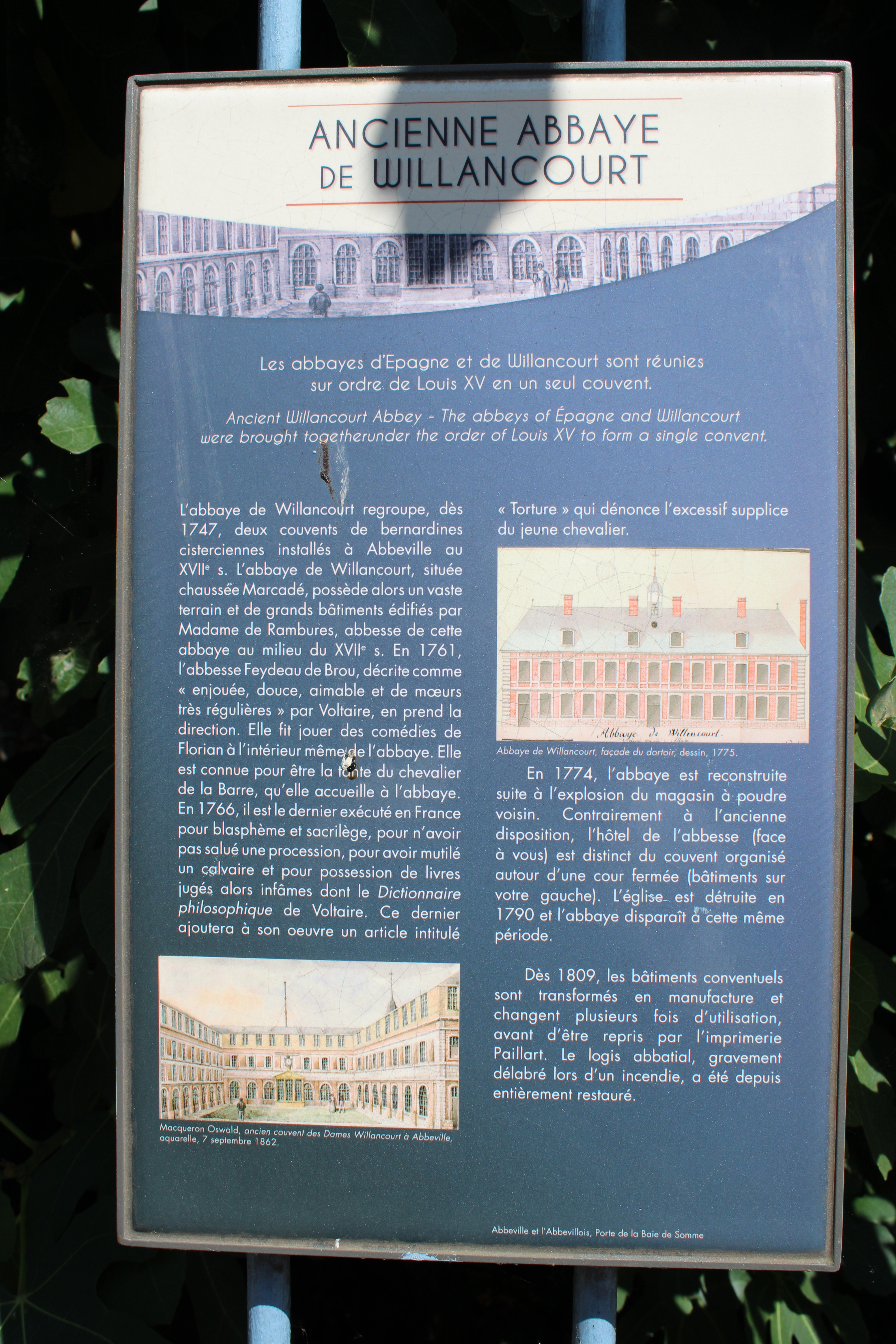
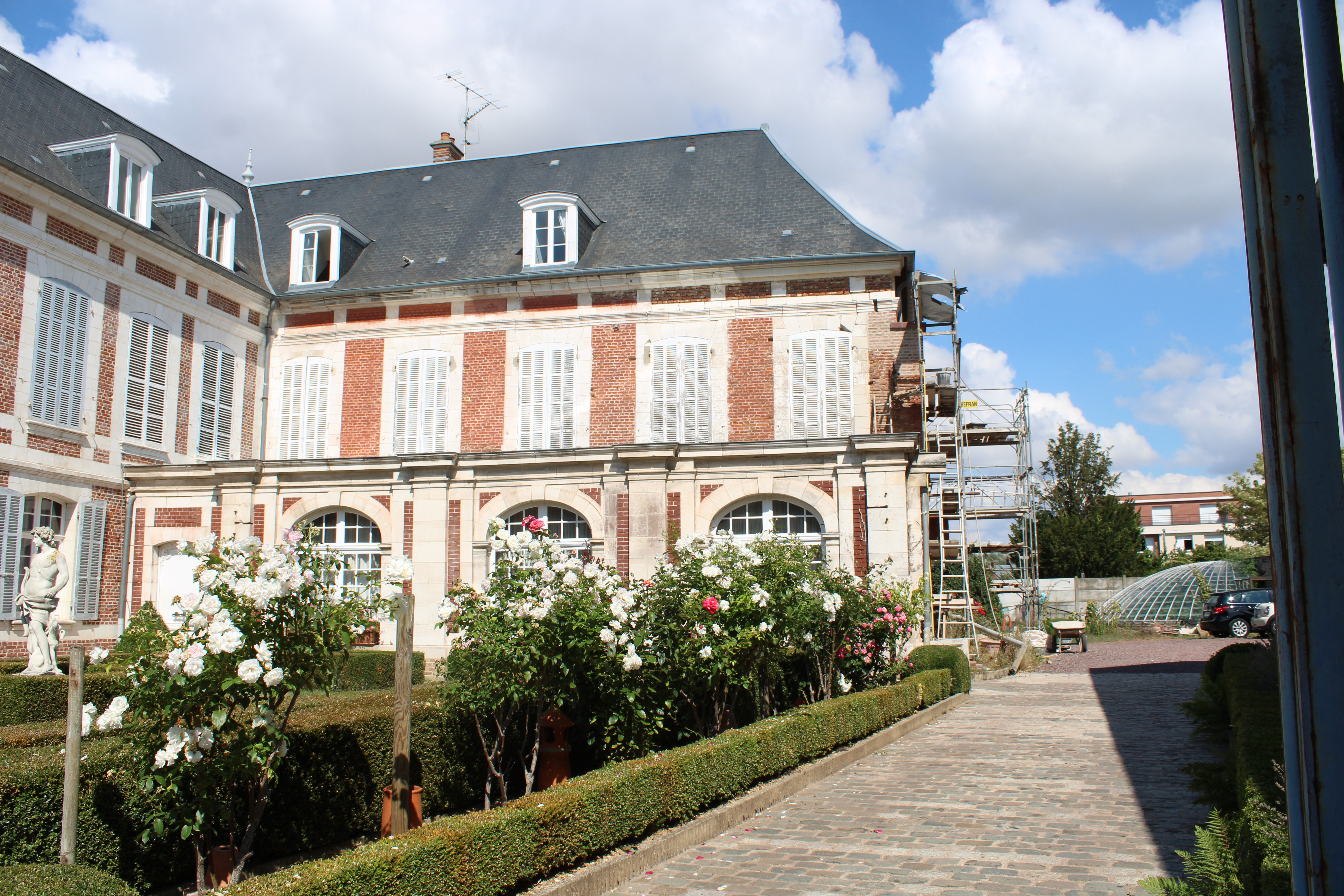
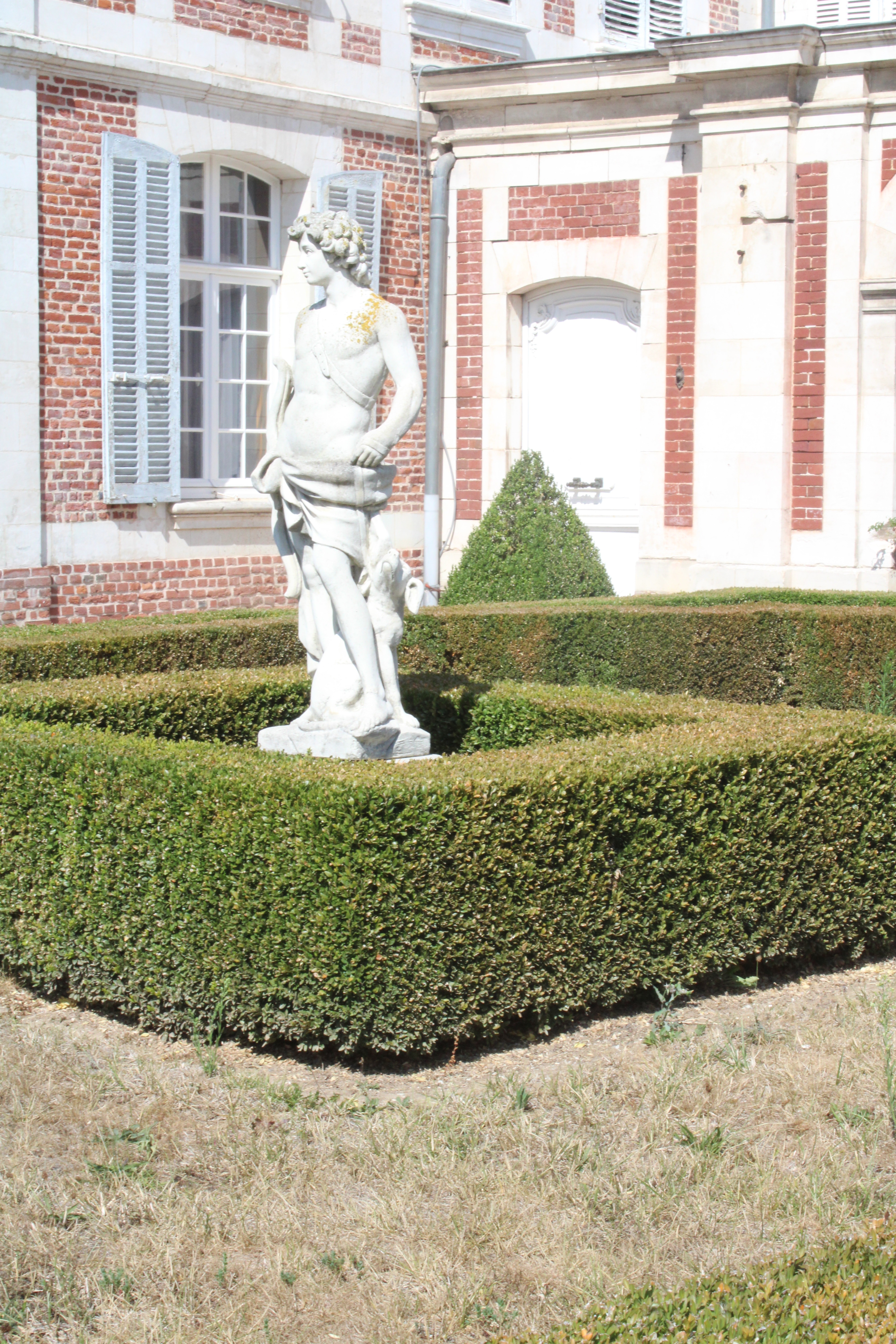